# Раннее
Раннее — село в Ташлинском районе Оренбургской области, административный центр Ранневского сельсовета.

## География
Располагается на расстоянии примерно 30 километров по прямой на юг-юго-запад от районного центра села Ташла.

## История
Упоминается с 1774 года. Возникло это название по фамилии одного из основателей хутора — казака Яицкого городка (современный город Уральск) по фамилии Раннев. В 1834 году на хуторе уже имелось население 182 человека.
А уже в начале 20 века бывший хутор стал одним из крупнейших поселков Уральского казачьего войска. В 1929 году в селе образовался колхоз «Вперёд».

## Население
Постоянное население составляло 672 человека в 2002 году (русские 75 %), 638 в 2010 году.